# RX J1347.5−1145
RX J1347.5−1145은 처녀자리의 은하단에 있는 거대한 가스로 구성된 성운이다. 우주의 밖에서 보면 빨간색의 모습을 하고 있다.

## 특징
RX J1347.5−1145은 처녀자리의 두 개에 은하가 초속 4,000km의 빠른 속도로 서로 충돌함으로 인해서 발생된 우주의 성운 중에 하나이다. 우주에서 제일 극단적으로 추운 부메랑 성운과는 달리 RXJ1347은 우주에서 가장 극단적으로 뜨거운 곳이다. RXJ1347은 그 온도가 무려 1억°이며, 가장 뜨거운 곳은 3억°나 될 정도로 매우 뜨거운 곳이다. 이런 높은 온도로 인하여 밖에서 보면 붉은색의 빛을 내뿜으며 강력한 자기장도 내뿜어 우주에서 매우 위험한 곳 중에 하나이다. 이런 높고 뜨거운 가스로 이뤄진 성운은 약 45만 광년이란 긴 반경을 가지고 있다. 현재 우주에서 발견된 가장 뜨거운 곳이며 추후에 이곳에는 두 개의 은하가 서로 충돌하여 합쳐진 곳에 새로운 항성들이 형성될 것으로 보인다.

## 같이 보기
- 우주
- 천문학
- 부메랑 성운
- 온도